# Différences liées au sexe dans l'autisme
Les différences liées au sexe dans l'autisme font l'objet d'études depuis le début du XXIe siècle. Les troubles du spectre de l'autisme (TSA) sont plus fréquemment diagnostiqués chez les hommes, avec un ratio d'environ 1 femme pour 4 hommes diagnostiqués. Aux États-Unis, une femme sur 189 et un homme sur 42 est diagnostiqué avec un TSA. Certaines études démontrent que les femmes reçoivent des diagnostics plus tardivement que les hommes, cependant, les résultats ont été contradictoires. Les chercheurs ont également débattu sur l'éventualité d'un diagnostic "sexiste", qui aurait engendré des sous-diagnostics chez les femmes. Ils ont émis l'hypothèse d'un biais de genre dans les déclarations parentales en raison des attentes sociales et de la socialisation des rôles de genre dans la société. Plusieurs théories existent pour expliquer l'écart féminin-masculin, tels que l'effet protecteur de la génétique,,, la théorie du cerveau hyper-masculin, et les différences phénotypiques entre les sexes,,.

## Résumé
Les différences dans la présentation des traits autistiques sont pris en compte et trouvent un appui dans le domaine professionnel. Hans Asperger a été l'un des premiers scientifiques à étudier l'autisme, et ses quatre étudiants étaient de sexe masculin. Un autre chercheur, Leo Kanner a décrit « des troubles autistiques du contact affectif » dans le groupe constitué de huit garçons et de trois filles. Du fait des différences biologiques qui existent entre les hommes et les femmes, l'expression de l'autisme diffère. Des études récentes suggèrent que cela est vrai, avec des preuves en rapport avec l'augmentation de l'incidence de l'anxiété sociale, de l'anorexie mentale, et de l'automutilation chez les femmes autistes . Il est également suggéré que les diagnostics des femmes soient posés plus tardivement que chez les hommes, et que les femmes autistes expérimentent davantage la dépression au cours de leur vie. 

## Hypothèse génétique
Selon l'hypothèse de l'effet protecteur des femmes biologiques, plus de mutations génétiques seraient nécessaires pour qu'une fille développe l'autisme que pour un garçon. En 2012, des chercheurs de Harvard ont publié des résultats suggérant que, en moyenne, plus de facteurs de risques génétiques et environnementaux sont nécessaires pour que les filles développent l'autisme, par rapport aux garçons. Les chercheurs ont analysé des échantillons d'ADN de près de 800 familles touchées par l'autisme et près de 16 000 personnes avec une variété de troubles du développement neurologique. Ils ont analysé les différents types de mutations du gène. Dans l'ensemble, ils ont trouvé que les femmes diagnostiquées autistes, ou d'un autre trouble neurologique du développement, ont un plus grand nombre de mutations nuisibles dans leur génome que les hommes ayant les mêmes troubles.

## Sexualité et variance de genre
La sexualité des personnes autistes est moins fréquemment située dans la "norme" hétérosexuelle. 
Un faisceau d'études montrent que l'identité de genre des personnes autistes, enfants comme adolescents et adultes, est plus souvent située hors de la norme cisgenre (avec de la fluidité de genre ou une transidentité) que parmi les personnes non-autistes,,,.

## Hypothèse du sous-diagnostic
Certains auteurs, cliniciens et spécialistes comme Judith Gould, Tony Attwood, Lorna Wing et Christopher Gillberg, ont émis l'hypothèse que l'autisme chez les femmes pourrait être sous-diagnostiqué en raison de meilleures adaptations spontanées, notamment par mimétisme social, ainsi qu'en raison d'une mauvaise connaissance des experts en ce qui concerne les symptômes autistiques qui seraient spécifiques aux femmes ; elles se tourneraient aussi vers des passions plus communément acceptables que celles des hommes. Dans son livre Asperger's and Girls, Tony Attwood écrit « Ces explications provisoires de l'apparente sous-représentation des filles ayant le Syndrome d'Asperger n'ont pas encore été examinées par des recherches objectives ».
Plus précisément, Judith Gould a proposé l'idée qu'un des troubles envahissants du développement appelé pathological demand avoidance (pathologie d'évitement de la demande), appelé aussi "évitement extrême de la demande" ou "volonté persistante d’autonomie", qui n'est pas officiellement inclus dans les manuels de diagnostic, pourrait offrir un aperçu sur la manière dont l'autisme pourrait se présenter chez les femmes dans certains cas.